# Interlands Welsh voetbalelftal 1980-1989
Deze pagina toont een chronologisch en gedetailleerd overzicht van de interlands die het Welsh voetbalelftal heeft gespeeld in de periode 1980 – 1989.

## Interlands

### 1980
|                                                                                  |                                                                             |       |                  |                                                                                 |
| 17 mei British Home Championship 1980 № 354 «onderlinge duels» 15:00 uur (UTC+1) | Wales                                                                       | 4 – 1 | Engeland         | Racecourse Ground, Wrexham Toeschouwers: 24.386 Scheidsrechter: Ian Foote (SCO) |
| 17 mei British Home Championship 1980 № 354 «onderlinge duels» 15:00 uur (UTC+1) | Mickey Thomas 19' Ian Walsh 30' Leighton James 60' Phil Thompson 66' (e.d.) |       | 16' Paul Mariner | Racecourse Ground, Wrexham Toeschouwers: 24.386 Scheidsrechter: Ian Foote (SCO) |

|                                                                                  |                   |       |       |                                                                              |
| 21 mei British Home Championship 1980 № 355 «onderlinge duels» 20:00 uur (UTC+1) | Schotland         | 1 – 0 | Wales | Hampden Park, Glasgow Toeschouwers: 31.359 Scheidsrechter: Hugh Wilson (NIR) |
| 21 mei British Home Championship 1980 № 355 «onderlinge duels» 20:00 uur (UTC+1) | Willie Miller 26' |       |       | Hampden Park, Glasgow Toeschouwers: 31.359 Scheidsrechter: Hugh Wilson (NIR) |

|                                                                                  |       |                      |               |                                                                              |
| 23 mei British Home Championship 1980 № 356 «onderlinge duels» 19:30 uur (UTC+1) | Wales | 0 – 1                | Noord-Ierland | Ninian Park, Cardiff Toeschouwers: 12.913 Scheidsrechter: John Hunting (ENG) |
| 23 mei British Home Championship 1980 № 356 «onderlinge duels» 19:30 uur (UTC+1) |       | 22' Noel Brotherston |               | Ninian Park, Cardiff Toeschouwers: 12.913 Scheidsrechter: John Hunting (ENG) |

|                                                                  |         |                                                                    |       |                                                                                   |
| 2 juni WK 1982 kwalificatie № 357 «onderlinge duels» 20:00 (UTC) | IJsland | 0 – 4                                                              | Wales | Laugardalsvöllur, Reykjavik Toeschouwers: 10.254 Scheidsrechter: Rolf Nyhus (NOR) |
| 2 juni WK 1982 kwalificatie № 357 «onderlinge duels» 20:00 (UTC) |         | 45' Ian Walsh 53' David Giles 61' (pen.) Brian Flynn 75' Ian Walsh |       | Laugardalsvöllur, Reykjavik Toeschouwers: 10.254 Scheidsrechter: Rolf Nyhus (NOR) |

|                                                                            |                                                                            |       |         |                                                                                |
| 15 oktober WK 1982 kwalificatie № 358 «onderlinge duels» 19:30 uur (UTC+1) | Wales                                                                      | 4 – 0 | Turkije | Ninian Park, Cardiff Toeschouwers: 11.770 Scheidsrechter: Torben Månsson (DEN) |
| 15 oktober WK 1982 kwalificatie № 358 «onderlinge duels» 19:30 uur (UTC+1) | Brian Flynn 19' Leighton James 37' (pen.) Ian Walsh 79' Leighton James 85' |       |         | Ninian Park, Cardiff Toeschouwers: 11.770 Scheidsrechter: Torben Månsson (DEN) |

|                                                                           |                |       |                   |                                                                                   |
| 19 november WK 1982 kwalificatie № 359 «onderlinge duels» 19:30 uur (UTC) | Wales          | 1 – 0 | Tsjecho-Slowakije | Ninian Park, Cardiff Toeschouwers: 20.175 Scheidsrechter: Walter Eschweiler (FRG) |
| 19 november WK 1982 kwalificatie № 359 «onderlinge duels» 19:30 uur (UTC) | David Giles 9' |       |                   | Ninian Park, Cardiff Toeschouwers: 20.175 Scheidsrechter: Walter Eschweiler (FRG) |

### 1981
|                                                                        |                   |       |                                                 |                                                                            |
| 24 februari Vriendschappelijk № 360 «onderlinge duels» 20:00 uur (UTC) | Ierland           | 1 – 3 | Wales                                           | Tolka Park, Dublin Toeschouwers: 15.000 Scheidsrechter: Peter Reeves (ENG) |
| 24 februari Vriendschappelijk № 360 «onderlinge duels» 20:00 uur (UTC) | Tony Grealish 25' |       | 34' Paul Price 38' Terry Boyle 89' Terry Yorath | Tolka Park, Dublin Toeschouwers: 15.000 Scheidsrechter: Peter Reeves (ENG) |

|                                                                          |         |                 |       |                                                                                       |
| 25 maart WK 1982 kwalificatie № 361 «onderlinge duels» 15:00 uur (UTC+3) | Turkije | 0 – 1           | Wales | Ankara 19 Mayısstadion, Ankara Toeschouwers: 19.722 Scheidsrechter: Sándor Kuti (HUN) |
| 25 maart WK 1982 kwalificatie № 361 «onderlinge duels» 15:00 uur (UTC+3) |         | 68' Carl Harris |       | Ankara 19 Mayısstadion, Ankara Toeschouwers: 19.722 Scheidsrechter: Sándor Kuti (HUN) |

|                                                                                  |                             |       |           |                                                                                 |
| 16 mei British Home Championship 1981 № 362 «onderlinge duels» 15:00 uur (UTC+1) | Wales                       | 2 – 0 | Schotland | Vetch Field, Swansea Toeschouwers: 18.935 Scheidsrechter: Oliver Donnelly (NIR) |
| 16 mei British Home Championship 1981 № 362 «onderlinge duels» 15:00 uur (UTC+1) | Ian Walsh 17' Ian Walsh 20' |       |           | Vetch Field, Swansea Toeschouwers: 18.935 Scheidsrechter: Oliver Donnelly (NIR) |

|                                                                                  |          |       |       |                                                                                   |
| 20 mei British Home Championship 1981 № 363 «onderlinge duels» 19:45 uur (UTC+1) | Engeland | 0 – 0 | Wales | Wembley Stadium, Londen Toeschouwers: 34.280 Scheidsrechter: Brian McGinlay (SCO) |
| 20 mei British Home Championship 1981 № 363 «onderlinge duels» 19:45 uur (UTC+1) |          |       |       | Wembley Stadium, Londen Toeschouwers: 34.280 Scheidsrechter: Brian McGinlay (SCO) |

|                                                                        |       |       |             |                                                                                    |
| 30 mei WK 1982 kwalificatie № 364 «onderlinge duels» 15:00 uur (UTC+1) | Wales | 0 – 0 | Sovjet-Unie | Racecourse Ground, Wrexham Toeschouwers: 29.366 Scheidsrechter: Bruno Galler (SUI) |
| 30 mei WK 1982 kwalificatie № 364 «onderlinge duels» 15:00 uur (UTC+1) |       |       |             | Racecourse Ground, Wrexham Toeschouwers: 29.366 Scheidsrechter: Bruno Galler (SUI) |

|                                                                             |                                             |       |       |                                                                                         |
| 9 september WK 1982 kwalificatie № 365 «onderlinge duels» 20:00 uur (UTC+2) | Tsjecho-Slowakije                           | 2 – 0 | Wales | Stadion Evžena Rošického, Praag Toeschouwers: 38.000 Scheidsrechter: Franz Wöhrer (AUT) |
| 9 september WK 1982 kwalificatie № 365 «onderlinge duels» 20:00 uur (UTC+2) | Byron Stevenson 26' (e.d.) Verner Lička 68' |       |       | Stadion Evžena Rošického, Praag Toeschouwers: 38.000 Scheidsrechter: Franz Wöhrer (AUT) |

|                                                                        |                                  |       |                                                 |                                                                               |
| 14 oktober WK 1982 kwalificatie № 366 «onderlinge duels» 19:30 (UTC+1) | Wales                            | 2 – 2 | IJsland                                         | Vetch Field, Swansea Toeschouwers: 19.783 Scheidsrechter: Arto Ravander (FIN) |
| 14 oktober WK 1982 kwalificatie № 366 «onderlinge duels» 19:30 (UTC+1) | Robbie James 24' Alan Curtis 54' |       | 41' Ásgeir Sigurvinsson 61' Ásgeir Sigurvinsson | Vetch Field, Swansea Toeschouwers: 19.783 Scheidsrechter: Arto Ravander (FIN) |

|                                                           |                                                            |       |       |                                                                              |
| 18 november WK 1982 kwalificatie № 367 «onderlinge duels» | Sovjet-Unie                                                | 3 – 0 | Wales | Dinamostadium, Tbilisi Toeschouwers: 80.000 Scheidsrechter: Jan Keizer (NED) |
| 18 november WK 1982 kwalificatie № 367 «onderlinge duels» | Vitaliy Daraseliya 13' Oleh Blochin 18' Joeri Gavrilov 64' |       |       | Dinamostadium, Tbilisi Toeschouwers: 80.000 Scheidsrechter: Jan Keizer (NED) |

### 1982
|                                                                       |                             |       |                  |                                                                                            |
| 24 maart Vriendschappelijk № 368 «onderlinge duels» 20:30 uur (UTC+1) | Spanje                      | 1 – 1 | Wales            | Estadio Luis Casanova, Valencia Toeschouwers: 15.000 Scheidsrechter: Enzo Barbaresco (ITA) |
| 24 maart Vriendschappelijk № 368 «onderlinge duels» 20:30 uur (UTC+1) | Jesús María Satrústegui 25' |       | 51' Robbie James | Estadio Luis Casanova, Valencia Toeschouwers: 15.000 Scheidsrechter: Enzo Barbaresco (ITA) |

|                                                                                    |       |                    |          |                                                                                 |
| 27 april British Home Championship 1982 № 369 «onderlinge duels» 19:30 uur (UTC+1) | Wales | 0 – 1              | Engeland | Ninian Park, Cardiff Toeschouwers: 25.000 Scheidsrechter: Thomas Donnelly (NIR) |
| 27 april British Home Championship 1982 № 369 «onderlinge duels» 19:30 uur (UTC+1) |       | 74' Trevor Francis |          | Ninian Park, Cardiff Toeschouwers: 25.000 Scheidsrechter: Thomas Donnelly (NIR) |

|                                                                |                 |       |       |                                                                                |
| 24 mei British Home Championship 1982 № 370 «onderlinge duels» | Schotland       | 1 – 0 | Wales | Hampden Park, Glasgow Toeschouwers: 25.284 Scheidsrechter: Fred McKnight (NIR) |
| 24 mei British Home Championship 1982 № 370 «onderlinge duels» | Asa Hartford 7' |       |       | Hampden Park, Glasgow Toeschouwers: 25.284 Scheidsrechter: Fred McKnight (NIR) |

|                                                                                  |                                                 |       |               |                                                                                   |
| 27 mei British Home Championship 1982 № 371 «onderlinge duels» 19:30 uur (UTC+1) | Wales                                           | 3 – 0 | Noord-Ierland | Racecourse Ground, Wrexham Toeschouwers: 2.315 Scheidsrechter: George Smith (SCO) |
| 27 mei British Home Championship 1982 № 371 «onderlinge duels» 19:30 uur (UTC+1) | Alan Curtis 18' Ian Rush 64' Peter Nicholas 75' |       |               | Racecourse Ground, Wrexham Toeschouwers: 2.315 Scheidsrechter: George Smith (SCO) |

|                                                                 |           |              |       |                                                                                            |
| 2 juni Vriendschappelijk № 372 «onderlinge duels» 20:30 (UTC+2) | Frankrijk | 0 – 1        | Wales | Stadium Municipal, Toulouse Toeschouwers: 26.671 Scheidsrechter: Viriato Graca Oliva (POR) |
| 2 juni Vriendschappelijk № 372 «onderlinge duels» 20:30 (UTC+2) |           | 55' Ian Rush |       | Stadium Municipal, Toulouse Toeschouwers: 26.671 Scheidsrechter: Viriato Graca Oliva (POR) |

|                                                                              |              |       |           |                                                                             |
| 22 september EK 1984 kwalificatie № 373 «onderlinge duels» 19:30 uur (UTC+1) | Wales        | 1 – 0 | Noorwegen | Vetch Field, Swansea Toeschouwers: 4.340 Scheidsrechter: Joël Quiniou (FRA) |
| 22 september EK 1984 kwalificatie № 373 «onderlinge duels» 19:30 uur (UTC+1) | Ian Rush 31' |       |           | Vetch Field, Swansea Toeschouwers: 4.340 Scheidsrechter: Joël Quiniou (FRA) |

|                                                                             |                                                                                  |       |                                                             |                                                                                        |
| 15 december EK 1984 kwalificatie № 374 «onderlinge duels» 13:00 uur (UTC+1) | Joegoslavië                                                                      | 4 – 4 | Wales                                                       | Pod Goricomstadion, Podgorica Toeschouwers: 12.090 Scheidsrechter: Alexis Ponnet (BEL) |
| 15 december EK 1984 kwalificatie № 374 «onderlinge duels» 13:00 uur (UTC+1) | Zvjezdan Cvetković 16' Zvonko Živković 19' Zlatko Kranjčar 36' Miodrag Ješić 66' |       | 6' Brian Flynn 45' Ian Rush 70' Joey Jones 80' Robbie James | Pod Goricomstadion, Podgorica Toeschouwers: 12.090 Scheidsrechter: Alexis Ponnet (BEL) |

### 1983
|                                                                                     |                                        |       |              |                                                                                  |
| 23 februari British Home Championship 1983 № 375 «onderlinge duels» 19:45 uur (UTC) | Engeland                               | 2 – 1 | Wales        | Wembley Stadium, Londen Toeschouwers: 24.000 Scheidsrechter: Bob Valentine (SCO) |
| 23 februari British Home Championship 1983 № 375 «onderlinge duels» 19:45 uur (UTC) | Terry Butcher 39' Phil Neal 78' (pen.) |       | 14' Ian Rush | Wembley Stadium, Londen Toeschouwers: 24.000 Scheidsrechter: Bob Valentine (SCO) |

|                                                                          |                    |       |           |                                                                                         |
| 27 april EK 1984 kwalificatie № 376 «onderlinge duels» 19:30 uur (UTC+1) | Wales              | 1 – 0 | Bulgarije | Racecourse Ground, Wrexham Toeschouwers: 9.006 Scheidsrechter: Siegfried Kirschen (DDR) |
| 27 april EK 1984 kwalificatie № 376 «onderlinge duels» 19:30 uur (UTC+1) | Jeremy Charles 79' |       |           | Racecourse Ground, Wrexham Toeschouwers: 9.006 Scheidsrechter: Siegfried Kirschen (DDR) |

|                                                                                  |       |                               |           |                                                                                 |
| 28 mei British Home Championship 1983 № 377 «onderlinge duels» 15:00 uur (UTC+1) | Wales | 0 – 2                         | Schotland | Ninian Park, Cardiff Toeschouwers: 14.100 Scheidsrechter: Malcolm Moffatt (NIR) |
| 28 mei British Home Championship 1983 № 377 «onderlinge duels» 15:00 uur (UTC+1) |       | 11' Andy Gray 67' Alan Brazil |           | Ninian Park, Cardiff Toeschouwers: 14.100 Scheidsrechter: Malcolm Moffatt (NIR) |

|                                                                                  |               |                   |       |                                                                                |
| 31 mei British Home Championship 1983 № 378 «onderlinge duels» 20:00 uur (UTC+1) | Noord-Ierland | 0 – 1             | Wales | Windsor Park, Belfast Toeschouwers: 8.000 Scheidsrechter: Hugh Alexander (SCO) |
| 31 mei British Home Championship 1983 № 378 «onderlinge duels» 20:00 uur (UTC+1) |               | 64' Gordon Davies |       | Windsor Park, Belfast Toeschouwers: 8.000 Scheidsrechter: Hugh Alexander (SCO) |

|                                                                      |                |       |                   |                                                                             |
| 12 juni Vriendschappelijk № 379 «onderlinge duels» 15:00 uur (UTC+1) | Wales          | 1 – 1 | Brazilië          | Ninian Park, Cardiff Toeschouwers: 30.000 Scheidsrechter: Jan Redelfs (FRG) |
| 12 juni Vriendschappelijk № 379 «onderlinge duels» 15:00 uur (UTC+1) | Brian Flynn 4' |       | 61' Paulo Isidoro | Ninian Park, Cardiff Toeschouwers: 30.000 Scheidsrechter: Jan Redelfs (FRG) |

|                                                                              |           |       |       |                                                                                   |
| 21 september EK 1984 kwalificatie № 380 «onderlinge duels» 19:00 uur (UTC+2) | Noorwegen | 0 – 0 | Wales | Ullevaalstadion, Oslo Toeschouwers: 17.575 Scheidsrechter: Vojtech Christov (TCH) |
| 21 september EK 1984 kwalificatie № 380 «onderlinge duels» 19:00 uur (UTC+2) |           |       |       | Ullevaalstadion, Oslo Toeschouwers: 17.575 Scheidsrechter: Vojtech Christov (TCH) |

|                                                                         |                                                                              |       |          |                                                                                   |
| 12 oktober Vriendschappelijk № 381 «onderlinge duels» 19:30 uur (UTC+1) | Wales                                                                        | 5 – 0 | Roemenië | Racecourse Ground, Wrexham Toeschouwers: 4.161 Scheidsrechter: Robert Wurtz (FRA) |
| 12 oktober Vriendschappelijk № 381 «onderlinge duels» 19:30 uur (UTC+1) | Ian Rush 14' Mickey Thomas 25' Ian Rush 30' Robbie James 72' Alan Curtis 90' |       |          | Racecourse Ground, Wrexham Toeschouwers: 4.161 Scheidsrechter: Robert Wurtz (FRA) |

|                                                                             |                 |       |       |                                                                                              |
| 16 november EK 1984 kwalificatie № 382 «onderlinge duels» 18:30 uur (UTC+2) | Bulgarije       | 1 – 0 | Wales | Vasil Levski Nationaal Stadion, Sofia Toeschouwers: 4.273 Scheidsrechter: Dieter Pauly (FRG) |
| 16 november EK 1984 kwalificatie № 382 «onderlinge duels» 18:30 uur (UTC+2) | Rusi Gochev 53' |       |       | Vasil Levski Nationaal Stadion, Sofia Toeschouwers: 4.273 Scheidsrechter: Dieter Pauly (FRG) |

|                                                                           |                  |       |                       |                                                                                  |
| 14 december EK 1984 kwalificatie № 383 «onderlinge duels» 19:30 uur (UTC) | Wales            | 1 – 1 | Joegoslavië           | Ninian Park, Cardiff Toeschouwers: 24.902 Scheidsrechter: Erik Fredriksson (SWE) |
| 14 december EK 1984 kwalificatie № 383 «onderlinge duels» 19:30 uur (UTC) | Robbie James 54' |       | 81' Mehmed Baždarević | Ninian Park, Cardiff Toeschouwers: 24.902 Scheidsrechter: Erik Fredriksson (SWE) |

### 1984
|                                                                                        |                                  |       |                  |                                                                               |
| 28 februari British Home Championship 1983/84 № 384 «onderlinge duels» 20:00 uur (UTC) | Schotland                        | 2 – 1 | Wales            | Hampden Park, Glasgow Toeschouwers: 21.542 Scheidsrechter: Jack Poucher (NIR) |
| 28 februari British Home Championship 1983/84 № 384 «onderlinge duels» 20:00 uur (UTC) | Davie Cooper 37' Mo Johnston 78' |       | 47' Robbie James | Hampden Park, Glasgow Toeschouwers: 21.542 Scheidsrechter: Jack Poucher (NIR) |

|                                                                                    |                 |       |          |                                                                                  |
| 2 mei British Home Championship 1983/84 № 385 «onderlinge duels» 19:30 uur (UTC+1) | Wales           | 1 – 0 | Engeland | Racecourse Ground, Wrexham Toeschouwers: 14.250 Scheidsrechter: David Syme (SCO) |
| 2 mei British Home Championship 1983/84 № 385 «onderlinge duels» 19:30 uur (UTC+1) | Mark Hughes 17' |       |          | Racecourse Ground, Wrexham Toeschouwers: 14.250 Scheidsrechter: David Syme (SCO) |

|                                                                                     |                 |       |                     |                                                                               |
| 22 mei British Home Championship 1983/84 № 386 «onderlinge duels» 19:30 uur (UTC+1) | Wales           | 1 – 1 | Noord-Ierland       | Vetch Field, Swansea Toeschouwers: 7.845 Scheidsrechter: Brian McGinlay (SCO) |
| 22 mei British Home Championship 1983/84 № 386 «onderlinge duels» 19:30 uur (UTC+1) | Mark Hughes 51' |       | 73' Gerry Armstrong | Vetch Field, Swansea Toeschouwers: 7.845 Scheidsrechter: Brian McGinlay (SCO) |

|                                                                     |                        |       |       |                                                                                       |
| 6 juni Vriendschappelijk № 387 «onderlinge duels» 19:00 uur (UTC+2) | Noorwegen              | 1 – 0 | Wales | Lerkendalstadion, Trondheim Toeschouwers: 13.654 Scheidsrechter: Håkan Lundgren (SWE) |
| 6 juni Vriendschappelijk № 387 «onderlinge duels» 19:00 uur (UTC+2) | Arne Larsen Økland 75' |       |       | Lerkendalstadion, Trondheim Toeschouwers: 13.654 Scheidsrechter: Håkan Lundgren (SWE) |

|                                                                      |        |       |       |                                                                                     |
| 10 juni Vriendschappelijk № 388 «onderlinge duels» 16:30 uur (UTC+3) | Israël | 0 – 0 | Wales | Ramat Ganstadion, Ramat Gan Toeschouwers: 3.000 Scheidsrechter: Gerard Geurds (NED) |
| 10 juni Vriendschappelijk № 388 «onderlinge duels» 16:30 uur (UTC+3) |        |       |       | Ramat Ganstadion, Ramat Gan Toeschouwers: 3.000 Scheidsrechter: Gerard Geurds (NED) |

|                                                                        |                  |       |       |                                                                                    |
| 12 september WK 1986 kwalificatie № 389 «onderlinge duels» 17:15 (UTC) | IJsland          | 1 – 0 | Wales | Laugardalsvöllur, Reykjavik Toeschouwers: 10.837 Scheidsrechter: Erik Jensen (DEN) |
| 12 september WK 1986 kwalificatie № 389 «onderlinge duels» 17:15 (UTC) | Magnús Bergs 52' |       |       | Laugardalsvöllur, Reykjavik Toeschouwers: 10.837 Scheidsrechter: Erik Jensen (DEN) |

|                                                                            |                                                        |       |       |                                                                                                |
| 17 oktober WK 1986 kwalificatie № 390 «onderlinge duels» 21:00 uur (UTC+1) | Spanje                                                 | 3 – 0 | Wales | Estadio Benito Villamarín, Sevilla Toeschouwers: 26.564 Scheidsrechter: Erik Fredriksson (SWE) |
| 17 oktober WK 1986 kwalificatie № 390 «onderlinge duels» 21:00 uur (UTC+1) | Poli Rincón 7' Lobo Carrasco 81' Emilio Butragueño 90' |       |       | Estadio Benito Villamarín, Sevilla Toeschouwers: 26.564 Scheidsrechter: Erik Fredriksson (SWE) |

|                                                                       |                                   |       |                     |                                                                                |
| 14 november WK 1986 kwalificatie № 391 «onderlinge duels» 19:30 (UTC) | Wales                             | 2 – 1 | IJsland             | Ninian Park, Cardiff Toeschouwers: 10.504 Scheidsrechter: Éamonn Farrell (IRL) |
| 14 november WK 1986 kwalificatie № 391 «onderlinge duels» 19:30 (UTC) | Mickey Thomas 36' Mark Hughes 62' |       | 55' Pétur Pétursson | Ninian Park, Cardiff Toeschouwers: 10.504 Scheidsrechter: Éamonn Farrell (IRL) |

### 1985
|                                                                        |              |       |                    |                                                                                    |
| 26 februari Vriendschappelijk № 392 «onderlinge duels» 19:30 uur (UTC) | Wales        | 1 – 1 | Noorwegen          | Racecourse Ground, Wrexham Toeschouwers: 4.532 Scheidsrechter: Bobby Stewart (NIR) |
| 26 februari Vriendschappelijk № 392 «onderlinge duels» 19:30 uur (UTC) | Ian Rush 44' |       | 6' Per Egil Ahlsen | Racecourse Ground, Wrexham Toeschouwers: 4.532 Scheidsrechter: Bobby Stewart (NIR) |

|                                                                        |           |              |       |                                                                                |
| 27 maart WK 1986 kwalificatie № 393 «onderlinge duels» 20:00 uur (UTC) | Schotland | 0 – 1        | Wales | Hampden Park, Glasgow Toeschouwers: 62.424 Scheidsrechter: Alexis Ponnet (BEL) |
| 27 maart WK 1986 kwalificatie № 393 «onderlinge duels» 20:00 uur (UTC) |           | 37' Ian Rush |       | Hampden Park, Glasgow Toeschouwers: 62.424 Scheidsrechter: Alexis Ponnet (BEL) |

|                                                                          |                                           |       |        |                                                                                  |
| 30 april WK 1986 kwalificatie № 394 «onderlinge duels» 19:30 uur (UTC+1) | Wales                                     | 3 – 0 | Spanje | Racecourse Ground, Wrexham Toeschouwers: 23.494 Scheidsrechter: Jan Keizer (NED) |
| 30 april WK 1986 kwalificatie № 394 «onderlinge duels» 19:30 uur (UTC+1) | Ian Rush 44' Mark Hughes 53' Ian Rush 86' |       |        | Racecourse Ground, Wrexham Toeschouwers: 23.494 Scheidsrechter: Jan Keizer (NED) |

|                                                                     |                                                                                 |       |                                  |                                                                             |
| 5 juni Vriendschappelijk № 395 «onderlinge duels» 19:00 uur (UTC+2) | Noorwegen                                                                       | 4 – 2 | Wales                            | Brannstadion, Bergen Toeschouwers: 5.596 Scheidsrechter: Ulf Eriksson (SWE) |
| 5 juni Vriendschappelijk № 395 «onderlinge duels» 19:00 uur (UTC+2) | Trond Sollied 3' Arne Larsen Økland 9' Neil Slatter 18' (e.d.) Pål Jacobsen 54' |       | 45' Steve Lovell 78' Mark Hughes | Brannstadion, Bergen Toeschouwers: 5.596 Scheidsrechter: Ulf Eriksson (SWE) |

|                                                                              |                 |       |                         |                                                                            |
| 10 september WK 1986 kwalificatie № 396 «onderlinge duels» 19:30 uur (UTC+1) | Wales           | 1 – 1 | Schotland               | Ninian Park, Cardiff Toeschouwers: 34.247 Scheidsrechter: Jan Keizer (NED) |
| 10 september WK 1986 kwalificatie № 396 «onderlinge duels» 19:30 uur (UTC+1) | Mark Hughes 13' |       | 81' (pen.) Davie Cooper | Ninian Park, Cardiff Toeschouwers: 34.247 Scheidsrechter: Jan Keizer (NED) |

|                                                                         |       |                                                        |           |                                                                              |
| 16 oktober Vriendschappelijk № 397 «onderlinge duels» 19:30 uur (UTC+1) | Wales | 0 – 3                                                  | Hongarije | Ninian Park, Cardiff Toeschouwers: 3.505 Scheidsrechter: George Hyndes (NIR) |
| 16 oktober Vriendschappelijk № 397 «onderlinge duels» 19:30 uur (UTC+1) |       | 8' Márton Esterházy 52' Gyula Hajszán 89' Lajos Détári |           | Ninian Park, Cardiff Toeschouwers: 3.505 Scheidsrechter: George Hyndes (NIR) |

### 1986
|                                                                          |                              |       |                                    |                                                                                             |
| 25 februari Vriendschappelijk № 398 «onderlinge duels» 19:45 uur (UTC+3) | Saoedi-Arabië                | 1 – 2 | Wales                              | Prins Saud bin Jalawistadion, Khobar Toeschouwers: 20.000 Scheidsrechter: Saad Rabiah (KSA) |
| 25 februari Vriendschappelijk № 398 «onderlinge duels» 19:45 uur (UTC+3) | Youssouf Al Thani 66' (pen.) |       | 47' Neil Slatter 60' Gordon Davies | Prins Saud bin Jalawistadion, Khobar Toeschouwers: 20.000 Scheidsrechter: Saad Rabiah (KSA) |

|                                                                     |         |              |       |                                                                              |
| 26 maart Vriendschappelijk № 399 «onderlinge duels» 16:30 uur (UTC) | Ierland | 0 – 1        | Wales | Lansdowne Road, Dublin Toeschouwers: 16.500 Scheidsrechter: Kenny Hope (SCO) |
| 26 maart Vriendschappelijk № 399 «onderlinge duels» 16:30 uur (UTC) |         | 17' Ian Rush |       | Lansdowne Road, Dublin Toeschouwers: 16.500 Scheidsrechter: Kenny Hope (SCO) |

|                                                                       |       |       |         |                                                                                       |
| 21 april Vriendschappelijk № 400 «onderlinge duels» 19:30 uur (UTC+1) | Wales | 0 – 0 | Uruguay | Racecourse Ground, Wrexham Toeschouwers: 11.154 Scheidsrechter: Oliver Donnelly (NIR) |
| 21 april Vriendschappelijk № 400 «onderlinge duels» 19:30 uur (UTC+1) |       |       |         | Racecourse Ground, Wrexham Toeschouwers: 11.154 Scheidsrechter: Oliver Donnelly (NIR) |

|                                                                     |                                        |       |       |                                                                                  |
| 10 mei Vriendschappelijk № 401 «onderlinge duels» 15:00 uur (UTC−4) | Canada                                 | 2 – 0 | Wales | Varsity Stadium, Toronto Toeschouwers: 13.142 Scheidsrechter: Dave Brummit (CAN) |
| 10 mei Vriendschappelijk № 401 «onderlinge duels» 15:00 uur (UTC−4) | Igor Vrablic 35' Joey Jones 44' (e.d.) |       |       | Varsity Stadium, Toronto Toeschouwers: 13.142 Scheidsrechter: Dave Brummit (CAN) |

|                                                                     |        |                                                       |       |                                                                                     |
| 19 mei Vriendschappelijk № 402 «onderlinge duels» 19:30 uur (UTC−7) | Canada | 0 – 3                                                 | Wales | BC Place Stadium, Vancouver Toeschouwers: 9.007 Scheidsrechter: Derek Douglas (CAN) |
| 19 mei Vriendschappelijk № 402 «onderlinge duels» 19:30 uur (UTC−7) |        | 11' Dean Saunders 49' Dean Saunders 80' Malcolm Allen |       | BC Place Stadium, Vancouver Toeschouwers: 9.007 Scheidsrechter: Derek Douglas (CAN) |

|                                                                          |               |       |                  |                                                                                     |
| 10 september EK 1988 kwalificatie № 403 «onderlinge duels» 19:00 (UTC+3) | Finland       | 1 – 1 | Wales            | Olympisch Stadion, Helsinki Toeschouwers: 9.840 Scheidsrechter: Gerald Losert (AUT) |
| 10 september EK 1988 kwalificatie № 403 «onderlinge duels» 19:00 (UTC+3) | Ari Hjelm 11' |       | 68' Neil Slatter | Olympisch Stadion, Helsinki Toeschouwers: 9.840 Scheidsrechter: Gerald Losert (AUT) |

### 1987
|                                                                        |       |       |             |                                                                                |
| 18 februari Vriendschappelijk № 404 «onderlinge duels» 19:30 uur (UTC) | Wales | 0 – 0 | Sovjet-Unie | Vetch Field, Swansea Toeschouwers: 17.617 Scheidsrechter: Andrew Ritchie (NIR) |
| 18 februari Vriendschappelijk № 404 «onderlinge duels» 19:30 uur (UTC) |       |       |             | Vetch Field, Swansea Toeschouwers: 17.617 Scheidsrechter: Andrew Ritchie (NIR) |

|                                                                     |                                                               |       |         |                                                                                         |
| 1 april EK 1988 kwalificatie № 405 «onderlinge duels» 19:30 (UTC+1) | Wales                                                         | 4 – 0 | Finland | Racecourse Ground, Wrexham Toeschouwers: 7.696 Scheidsrechter: Ignace van Swieten (NED) |
| 1 april EK 1988 kwalificatie № 405 «onderlinge duels» 19:30 (UTC+1) | Ian Rush 7' Glyn Hodges 28' David Phillips 63' Andy Jones 86' |       |         | Racecourse Ground, Wrexham Toeschouwers: 7.696 Scheidsrechter: Ignace van Swieten (NED) |

|                                                                          |              |       |                   |                                                                                                |
| 29 april EK 1988 kwalificatie № 406 «onderlinge duels» 19:30 uur (UTC+1) | Wales        | 1 – 1 | Tsjecho-Slowakije | Racecourse Ground, Wrexham Toeschouwers: 14.150 Scheidsrechter: Krzysztof Czemarmazowicz (POL) |
| 29 april EK 1988 kwalificatie № 406 «onderlinge duels» 19:30 uur (UTC+1) | Ian Rush 83' |       | 75' Ivo Knoflíček | Racecourse Ground, Wrexham Toeschouwers: 14.150 Scheidsrechter: Krzysztof Czemarmazowicz (POL) |

|                                                                             |                 |       |            |                                                                                    |
| 9 september EK 1988 kwalificatie № 407 «onderlinge duels» 19:30 uur (UTC+1) | Wales           | 1 – 0 | Denemarken | Ninian Park, Cardiff Toeschouwers: 20.535 Scheidsrechter: Siegfried Kirschen (DDR) |
| 9 september EK 1988 kwalificatie № 407 «onderlinge duels» 19:30 uur (UTC+1) | Mark Hughes 19' |       |            | Ninian Park, Cardiff Toeschouwers: 20.535 Scheidsrechter: Siegfried Kirschen (DDR) |

|                                                                            |                   |       |       |                                                                                        |
| 14 oktober EK 1988 kwalificatie № 408 «onderlinge duels» 19:00 uur (UTC+1) | Denemarken        | 1 – 0 | Wales | Københavns Idrætspark, Kopenhagen Toeschouwers: 44.500 Scheidsrechter: Ioan Igna (ROU) |
| 14 oktober EK 1988 kwalificatie № 408 «onderlinge duels» 19:00 uur (UTC+1) | Preben Elkjær 49' |       |       | Københavns Idrætspark, Kopenhagen Toeschouwers: 44.500 Scheidsrechter: Ioan Igna (ROU) |

|                                                                             |                                    |       |       |                                                                                           |
| 11 november EK 1988 kwalificatie № 409 «onderlinge duels» 17:30 uur (UTC+1) | Tsjecho-Slowakije                  | 2 – 0 | Wales | Stadion Sparty na Letné, Praag Toeschouwers: 6.443 Scheidsrechter: Erik Fredriksson (SWE) |
| 11 november EK 1988 kwalificatie № 409 «onderlinge duels» 17:30 uur (UTC+1) | Ivo Knoflíček 32' Michal Bílek 90' |       |       | Stadion Sparty na Letné, Praag Toeschouwers: 6.443 Scheidsrechter: Erik Fredriksson (SWE) |

### 1988
|                                                                     |                  |       |                                           |                                                                              |
| 23 maart Vriendschappelijk № 410 «onderlinge duels» 19:30 uur (UTC) | Wales            | 1 – 2 | Joegoslavië                               | Vetch Field, Swansea Toeschouwers: 5.985 Scheidsrechter: Bobby Stewart (NIR) |
| 23 maart Vriendschappelijk № 410 «onderlinge duels» 19:30 uur (UTC) | Dean Saunders 1' |       | 43' Dragan Stojković 71' Dragan Stojković | Vetch Field, Swansea Toeschouwers: 5.985 Scheidsrechter: Bobby Stewart (NIR) |

|                                                                       |                                                                              |       |                 |                                                                                |
| 27 april Vriendschappelijk № 411 «onderlinge duels» 19:00 uur (UTC+2) | Zweden                                                                       | 4 – 1 | Joegoslavië     | Råsundastadion, Solna Toeschouwers: 11.656 Scheidsrechter: Gerald Losert (AUT) |
| 27 april Vriendschappelijk № 411 «onderlinge duels» 19:00 uur (UTC+2) | Hans Holmquist 17' Glenn Strömberg 25' Hans Holmquist 55' Hans Eskilsson 66' |       | 27' Glyn Hodges | Råsundastadion, Solna Toeschouwers: 11.656 Scheidsrechter: Gerald Losert (AUT) |

|                                                                 |                                         |       |                                             |                                                                                     |
| 1 juni Vriendschappelijk № 412 «onderlinge duels» 18:15 (UTC+2) | Malta                                   | 2 – 3 | Wales                                       | Ta' Qalistadion, Ta' Qali Toeschouwers: 4.836 Scheidsrechter: Edgar Azzopardi (MLT) |
| 1 juni Vriendschappelijk № 412 «onderlinge duels» 18:15 (UTC+2) | Carmel Busuttil 15' Carmel Busuttil 23' |       | 9' Barry Horne 53' Mark Hughes 74' Ian Rush | Ta' Qalistadion, Ta' Qali Toeschouwers: 4.836 Scheidsrechter: Edgar Azzopardi (MLT) |

|                                                                     |        |              |       |                                                                                                  |
| 4 juni Vriendschappelijk № 413 «onderlinge duels» 20:15 uur (UTC+2) | Italië | 0 – 1        | Wales | Stadio Mario Rigamonti, Brescia Toeschouwers: 13.931 Scheidsrechter: Karl-Heinz Tritschler (FRG) |
| 4 juni Vriendschappelijk № 413 «onderlinge duels» 20:15 uur (UTC+2) |        | 38' Ian Rush |       | Stadio Mario Rigamonti, Brescia Toeschouwers: 13.931 Scheidsrechter: Karl-Heinz Tritschler (FRG) |

|                                                                              |                 |       |       |                                                                                      |
| 14 september WK 1990 kwalificatie № 414 «onderlinge duels» 20:15 uur (UTC+2) | Nederland       | 1 – 0 | Wales | Olympisch Stadion, Amsterdam Toeschouwers: 58.000 Scheidsrechter: Jan Damgaard (DEN) |
| 14 september WK 1990 kwalificatie № 414 «onderlinge duels» 20:15 uur (UTC+2) | Ruud Gullit 82' |       |       | Olympisch Stadion, Amsterdam Toeschouwers: 58.000 Scheidsrechter: Jan Damgaard (DEN) |

|                                                                        |                                                  |       |                                      |                                                                                     |
| 19 oktober WK 1990 kwalificatie № 415 «onderlinge duels» 19:30 (UTC+1) | Wales                                            | 2 – 2 | Finland                              | Vetch Field, Swansea Toeschouwers: 9.603 Scheidsrechter: Gudmundur Haraldsson (ISL) |
| 19 oktober WK 1990 kwalificatie № 415 «onderlinge duels» 19:30 (UTC+1) | Dean Saunders 24' (pen.) Aki Lahtinen 40' (e.d.) |       | 9' Kari Ukkonen 44' Mixu Paatelainen | Vetch Field, Swansea Toeschouwers: 9.603 Scheidsrechter: Gudmundur Haraldsson (ISL) |

### 1989
|                                                                         |                                          |       |                                                            |                                                                                    |
| 8 februari Vriendschappelijk № 416 «onderlinge duels» 16:30 uur (UTC+2) | Israël                                   | 3 – 3 | Wales                                                      | Ramat Ganstadion, Ramat Gan Toeschouwers: 6.000 Scheidsrechter: Ulf Eriksson (SWE) |
| 8 februari Vriendschappelijk № 416 «onderlinge duels» 16:30 uur (UTC+2) | Nir Klinger 6' Nir Alon 7' Eli Driks 73' |       | 11' Barry Horne 57' (e.d.) Eitan Aharoni 87' Malcolm Allen | Ramat Ganstadion, Ramat Gan Toeschouwers: 6.000 Scheidsrechter: Ulf Eriksson (SWE) |

|                                                                       |       |                                         |        |                                                                                   |
| 26 april Vriendschappelijk № 417 «onderlinge duels» 19:30 uur (UTC+1) | Wales | 0 – 2                                   | Zweden | Racecourse Ground, Wrexham Toeschouwers: 7.292 Scheidsrechter: John Purcell (IRL) |
| 26 april Vriendschappelijk № 417 «onderlinge duels» 19:30 uur (UTC+1) |       | 30' Dennis Schiller 56' Kevin Ratcliffe |        | Racecourse Ground, Wrexham Toeschouwers: 7.292 Scheidsrechter: John Purcell (IRL) |

|                                                                        |       |       |                |                                                                                      |
| 31 mei WK 1990 kwalificatie № 418 «onderlinge duels» 19:00 uur (UTC+1) | Wales | 0 – 0 | West-Duitsland | Cardiff Arms Park, Cardiff Toeschouwers: 30.000 Scheidsrechter: Carlos Valente (POR) |
| 31 mei WK 1990 kwalificatie № 418 «onderlinge duels» 19:00 uur (UTC+1) |       |       |                | Cardiff Arms Park, Cardiff Toeschouwers: 30.000 Scheidsrechter: Carlos Valente (POR) |

|                                                                         |                   |       |       |                                                                                          |
| 6 september WK 1990 kwalificatie № 419 «onderlinge duels» 19:00 (UTC+3) | Finland           | 1 – 0 | Wales | Olympisch Stadion, Helsinki Toeschouwers: 7.483 Scheidsrechter: Siegfried Kirschen (GDR) |
| 6 september WK 1990 kwalificatie № 419 «onderlinge duels» 19:00 (UTC+3) | Mika Lipponen 51' |       |       | Olympisch Stadion, Helsinki Toeschouwers: 7.483 Scheidsrechter: Siegfried Kirschen (GDR) |

|                                                                            |                |       |                                   |                                                                                  |
| 11 oktober WK 1990 kwalificatie № 420 «onderlinge duels» 19:30 uur (UTC+1) | Wales          | 1 – 2 | Nederland                         | Racecourse Ground, Wrexham Toeschouwers: 9.025 Scheidsrechter: Helmut Kohl (AUT) |
| 11 oktober WK 1990 kwalificatie № 420 «onderlinge duels» 19:30 uur (UTC+1) | Mark Bowen 89' |       | 13' Graeme Rutjes 79' John Bosman | Racecourse Ground, Wrexham Toeschouwers: 9.025 Scheidsrechter: Helmut Kohl (AUT) |

|                                                                             |                                   |       |                   |                                                                                         |
| 15 november WK 1990 kwalificatie № 421 «onderlinge duels» 20:00 uur (UTC+1) | West-Duitsland                    | 2 – 1 | Wales             | Müngersdorfer Stadion, Keulen Toeschouwers: 60.300 Scheidsrechter: Michel Vautrot (FRA) |
| 15 november WK 1990 kwalificatie № 421 «onderlinge duels» 20:00 uur (UTC+1) | Rudi Völler 27' Thomas Häßler 48' |       | 11' Malcolm Allen | Müngersdorfer Stadion, Keulen Toeschouwers: 60.300 Scheidsrechter: Michel Vautrot (FRA) |

CONMEBOL: Bolivia · Chili  · Colombia · Ecuador · Uruguay

UEFA: Albanië · België · Bulgarije · Cyprus · Denemarken · West-Duitsland · Duitse Democratische Republiek · Engeland · Faeröer · Finland · Frankrijk · Griekenland · Hongarije · IJsland · Ierland · Israël · Italië · Joegoslavië ·  Liechtenstein · Luxemburg · Malta · Nederland · Noord-Ierland · Noorwegen · Oostenrijk · Polen · Portugal · Roemenië · San Marino · Schotland ·  Sovjet-Unie ·  Spanje · Tsjecho-Slowakije · Turkije · Wales ·  Zweden · Zwitserland

CAF: Madagaskar

FAW · A-internationals · Bondscoaches · Statistieken · Welsh vrouwenelftal · Brits olympisch elftal · Wales U21 · Wales U20 · Wales U19 · Wales U18 · Wales U17 · Wales U16
1876 – 1899 ·
1900 – 1919 ·
1920 – 1929 ·
1930 – 1939 ·
1940 – 1949 ·
1950 – 1959 ·
1960 – 1969 ·
1970 – 1979 ·
1980 – 1989 ·
1990 – 1999 ·
2000 – 2009 ·
2010 – 2019 ·
2020 − 2029
EK 2016 · 
EK 2020
WK 1958
1876 · 
1877 · 
1878 · 
1879 · 
1880 · 
1881 · 
1882 · 
1883 · 
1884 · 
1885 · 
1886 · 
1887 · 
1888 · 
1889 · 
1890 · 
1891 · 
1892 · 
1893 · 
1894 · 
1895 · 
1896 · 
1897 · 
1898 · 
1899 · 
1900 · 
1901 · 
1902 · 
1903 · 
1904 · 
1905 · 
1906 · 
1907 · 
1908 · 
1909 · 
1910 · 
1911 · 
1912 · 
1913 · 
1914 · 
1915 · 1916 · 1917 · 1918 · 1919 · 
1920 · 
1921 · 
1922 · 
1923 · 
1924 · 
1925 · 
1926 · 
1927 · 
1928 · 
1929 · 
1930 · 
1931 · 
1932 · 
1933 · 
1934 · 
1935 · 
1936 · 
1937 · 
1938 · 
1939 · 
1940 · 1941 · 1942 · 1943 · 1944 · 1945 · 
1946 · 
1947 · 
1948 · 
1949 · 
1950 · 
1952 · 
1952 · 
1953 · 
1954 · 
1955 · 
1956 · 
1957 · 
1958 · 
1959 · 
1960 · 
1961 · 
1962 · 
1963 · 
1964 · 
1965 · 
1966 · 
1967 · 
1968 · 
1969 · 
1970 · 
1971 · 
1972 · 
1973 · 
1974 · 
1975 · 
1976 · 
1977 · 
1978 · 
1979 · 
1980 · 
1981 · 
1982 · 
1983 · 
1984 · 
1985 · 
1986 · 
1987 · 
1988 · 
1989 · 
1990 · 
1991 · 
1992 · 
1993 · 
1994 · 
1995 · 
1996 · 
1997 · 
1998 · 
1999 · 
2000 · 
2001 · 
2002 · 
2003 · 
2004 · 
2005 · 
2006 · 
2007 · 
2008 · 
2009 · 
2010 · 
2011 · 
2012 · 
2013 · 
2014 · 
2015 · 
2016 · 
2017 ·
2018 ·
2019 ·
2020 ·
2021 ·
2022 ·
2023
Albanië ·
Andorra ·
Argentinië ·
Armenië ·
Australië ·
Azerbeidzjan ·
België ·
Bosnië en Herzegovina ·
Brazilië ·
Bulgarije ·
Canada ·
Chili ·
China ·
Costa Rica ·
Cyprus ·
DDR ·
Denemarken ·
Duitsland ·
Engeland ·
Estland ·
Faeröer ·
Finland ·
Frankrijk ·
Georgië ·
Gibraltar ·
Griekenland ·
Hongarije ·
Ierland ·
IJsland ·
Iran ·
Israël ·
Italië ·
Jamaica ·
Japan ·
Joegoslavië ·
Kazachstan ·
Koeweit ·
Kroatië ·
Letland ·
Liechtenstein ·
Luxemburg ·
Malta ·
Mexico ·
Moldavië ·
Montenegro ·
Nederland ·
Nieuw-Zeeland ·
Noord-Ierland ·
Noord-Macedonië ·
Noorwegen ·
Oekraïne ·
Oostenrijk ·
Panama ·
Paraguay ·
Polen ·
Portugal · 
Qatar ·
Roemenië ·
Rusland ·
San Marino ·
Saoedi-Arabië ·
Schotland ·
Servië ·
Servië en Montenegro ·
Slovenië ·
Slowakije ·
Sovjet-Unie ·
Spanje ·
Trinidad & Tobago ·
Tsjechië ·
Tsjecho-Slowakije ·
Tunesië ·
Turkije ·
Uruguay ·
Verenigde Staten ·
Wit-Rusland ·
Zuid-Korea ·
Zweden ·
Zwitserland
Engeland (2016) · 
Denemarken (2021) · 
Italië (2021) · 
Rusland (2016) ·
Slowakije (2016) · 
Turkije (2021) · 
Zwitserland (2021)